# Scolopendrellopsis balcanica
Scolopendrellopsis balcanica är en mångfotingart som först beskrevs av Paul Auguste Remy 1943.  Scolopendrellopsis balcanica ingår i släktet smaldvärgfotingar, och familjen slankdvärgfotingar. Inga underarter finns listade i Catalogue of Life.